# Шаврово (Витебская область)
Шаврово (бел. Шаўро́ва) — деревня в Городокском районе Витебской области Белоруссии. Входит в состав Бычихинского сельсовета.
Находится примерно в 6 верстах к востоку от более крупной деревни Хвошно.

## Население
- 1999 год — 13 человек
- 2010 год — 7 человек[4]
- 2019 год — 0 человек[1]